# لابرواینتینگ
لابرواینتینگ (به آلمانی: Laberweinting) یک شهر در آلمان است که در بایرن واقع شده‌است.

## خصوصیات
لابرواینتینگ ۷۶٫۳۲ کیلومترمربع مساحت دارد ۳۶۹ متر بالاتر از سطح دریا واقع شده‌است.